# Tufão Nina (1975)
O super tufão Nina foi um intenso super tufão de curta duração, porém causou danos severos e mortes na China, principalmente devido ao colapso da Barragem de Banqiao. Centenas de milhares de pessoas morreram devido às enchentes resultantes, fazendo de Nina um dos ciclones tropicais mais mortíferos de toda a história registrada. O colapso da barragem devido às chuvas fortes também causou o colapso sequencial de outras barragens menores, adicionando mais danos devido ao tufão.